# Kiss István (építész, 1924–2011)
DLA Kiss István (Sarkad, 1924. május 12. – Budapest, 2011. október) Ybl Miklós-díjas (1967) magyar építész, atléta, tízpróbázó.

## Életpályája
1942–1947 között a Testnevelési Főiskola hallgatója volt, ahol testnevelő tanár lett. 1947–1951 között a Budapesti Műszaki és Gazdaságtudományi Egyetem hallgatója volt, ahol Dávid Károly, Borosnyay Pál oktatta. 1951–1968 között a Középülettervező Vállalat munkatársa, 1969–1982 között tervező építésze, osztályvezetője volt. 1968–1969 között az Építésügyi és Városfejlesztési Minisztérium főmérnökeként dolgozott. 1982–1983 között a Kulturinvest Fővállalkozói Irodában dolgozott. 1983–1987 között Coopinvest Mérnökirodában tevékenykedett. 1987–1988 között a Sportinvest Mérnökirodában volt. 1988–1990 között Investunion Fővállalkozói Irodában volt építész. 1990–1991 között a Hargita Mérnökirodában dolgozott.

### Sportolói pályafutása
1941–1949 között I. osztályú atléta. 1944–1949 között hármasugró volt. 8-szoros magyar bajnok (1944: távolugrás, tízpróba; 1947–1948: távolugrás, hármasugrás, tízpróba). 8-szoros csapatbajnok (1944: hármasugrás; 1946: súlylökés, diszkoszvetés, gerelyhajítás; 1947–1948: távolugrás, rúdugrás). 1946-ban tízpróbázott. 1946–1949 között magyar válogatott volt. 

## Családja
Szülei: Kiss István és Bujdosó Erzsébet voltak. 1952-ben házasságot kötött Mohás Lívia írónővel. Egy fiuk született: Kiss Álmos Péter (1953). 1973-ban házasságot kötött Szentirmai Mártával. Egy lányuk született: Boglárka (1974).
Temetése a Farkasréti temetőben volt.

## Épületei
- siófoki tanácsháza (1957–1959)
- fonyódi áruház (1957–1959)

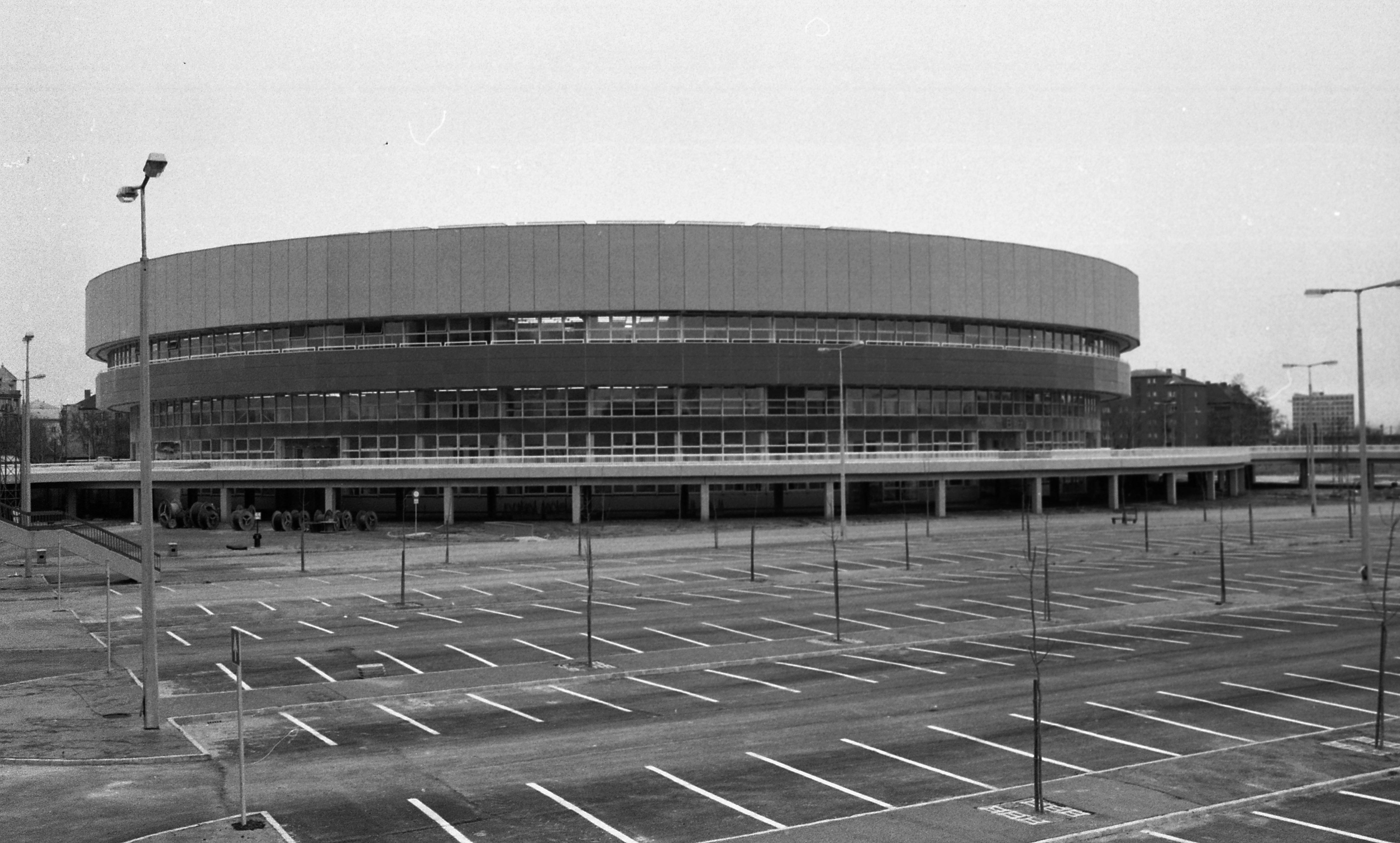
Budapest Sportcsarnok

- csabacsűdi gyógyszertár (1958–1959)
- kaposvári termálfürdő és fedett uszoda (1958–1967)
- Budapest, Uszály utcai lakóház (1959–1960)
- Kisstadion (1959–1961)
- Jégszínház (1959–1961)
- kaposvári Megyei Könyvtár (1960–1964)
- Nővérképző iskola és nővérszállás (1960–1965; Szolnok, Debrecen, Eger)
- irodaház-együttes (Eger, 1960–1965)
- egri gépipari szakközépiskola és tanműhely (1963–1967)
- kaposvári II. Rákóczi Ferenc Iskola és tornaterem (1963–1967)
- Bessenyei György Tanárképző Főiskola és Gyakorló Iskola/Nyíregyházi Tanárképző Főiskola (1965–1973)
- Veszprémi Vegyipari Egyetem laboratóriumi épülete (1965–1976)
- gyulai SZOT-üdülő (1967–1971)
- gyulai rendelőintézet (1969–1974)
- Budapest Sportcsarnok (1974–1982)[1]
- miskolci Nehézipari Műszaki Egyetem (1978–1982)

## Könyvei
- A magasgát stílusa. – A magasgát edzése. – Távolugró-iskola. (Atlétika [folyóirat], 1948)
- Az ógörög diszkoszvetés (Testneveléstudomány, 1956)
- Jung és az építészet (Addictologia Hungarica, 1995)
- Rendszerváltás az építészetben. A forradalom után. – A trójai faló rejtélye (Életünk, 1996)
- Becsvágy, szenvedés, öröm a sportban (Életünk, 1999)
- Arénák az ókortól a XXI. századig. A sportcsarnok családfa (Magyar Építőipar, 2001)

## Díjai, elismerései
- UNESCO-ösztöndíj (1965–1966)
- Ybl Miklós-díj (1967)
- Munka Érdemrend arany fokozata (1982)